# Пирис-ду-Риу
Пирис-ду-Риу (порт. Pires do Rio) — муниципалитет в Бразилии, входит в штат Гояс. Составная часть мезорегиона Юг штата Гойас. Входит в экономико-статистический микрорегион Пирис-ду-Риу. Население составляет 26 733 человека на 2007 год. Занимает площадь 1076 км². Плотность населения — 27,3 чел./км².

## История
Город основан 9 ноября 1922 года. 

## Статистика
- Валовой внутренний продукт на 2003 год составляет 203 880 442,00 реалов (данные: Бразильский институт географии и статистики).
- Валовой внутренний продукт на душу населения на 2003 год составляет 7315,67 реалов (данные: Бразильский институт географии и статистики).
- Индекс развития человеческого потенциала на 2000 год составляет 0,785 (данные: Программа развития ООН).

## География
Климат местности: тропический. В соответствии с классификацией Кёппена, климат относится к категории AW.